# 通州
通州（つうしゅう）は、中国にかつて存在した州。南北朝時代から北宋初年にかけて、現在の四川省達州市一帯に設置された。

## 魏晋南北朝時代
536年（大同2年）、南朝梁により石城県に設置された万州を前身とする。万州は開巴・新寧・寧巴・寿陽・巴中の5郡を管轄した。
553年（廃帝2年）、西魏により万州は通州と改称された。576年（建徳5年）、北周により東関・三岡の2郡が移管され、通州は7郡を管轄した。

## 隋代
隋初には、通州は9郡9県を管轄した。583年（開皇3年）、隋が郡制を廃すると、通州の属郡は廃止された。605年（大業元年）には開州を統合し、12県を管轄した。607年（大業3年）に州が廃止されて郡が置かれると、通州は通川郡と改称され、下部に7県を管轄した。隋代の行政区分に関しては下表を参照。
| 隋代の行政区画変遷 | 隋代の行政区画変遷 | 隋代の行政区画変遷 | 隋代の行政区画変遷 | 隋代の行政区画変遷 | 隋代の行政区画変遷 | 隋代の行政区画変遷 | 隋代の行政区画変遷 | 隋代の行政区画変遷 | 隋代の行政区画変遷 | 隋代の行政区画変遷 | 隋代の行政区画変遷 | 隋代の行政区画変遷 | 隋代の行政区画変遷 | 隋代の行政区画変遷                 |
| 区分               | 開皇元年           | 開皇元年           | 開皇元年           | 開皇元年           | 開皇元年           | 開皇元年           | 開皇元年           | 開皇元年           | 開皇元年           | 開皇元年           | 開皇元年           | 開皇元年           | 区分               | 大業3年                            |
| ------------------ | ------------------ | ------------------ | ------------------ | ------------------ | ------------------ | ------------------ | ------------------ | ------------------ | ------------------ | ------------------ | ------------------ | ------------------ | ------------------ | ---------------------------------- |
| 州                 | 通州               | 通州               | 通州               | 通州               | 通州               | 通州               | 通州               | 通州               | 通州               | 開州               | 開州               | 開州               | 郡                 | 通川郡                             |
| 郡                 | 開巴               | 新寧               | 東関               | 寧巴               | 寿陽               | 巴中               | 三岡               | 臨清               | 三巴               | 永昌               | 周安               | 万世               | 県                 | 通川 三岡 石鼓 東郷 宣漢 西流 万世 |
| 県                 | 石城               | 三岡               | 蛇竜 新寧          | -                  | -                  | -                  | -                  | 石鼓 臨清          | 東郷 下蒲 巴渠     | 宣漢               | 西流               | 万世               | 県                 | 通川 三岡 石鼓 東郷 宣漢 西流 万世 |

## 唐代
618年（武徳元年）、唐により通川郡は通州と改められた。742年（天宝元年）、通州は通川郡と改称された。758年（乾元元年）、通川郡は通州の称にもどされた。通州は山南西道に属し、通川・永穆・三岡・新寧・石鼓・東郷・宣漢・巴渠の8県を管轄した。

## 宋代
965年（乾徳3年）、北宋が後蜀を滅ぼすと、通州は達州と改称された。達州は夔州路に属し、通川・永睦・新寧・東郷・巴渠・通明の6県を管轄した。

## 元代
元のとき、達州は夔州路に属し、通川・新寧の2県を管轄した。

## 明代以降
1376年（洪武9年）、明により達州は廃止され、達県と改められた。1514年（正徳9年）、達県は達州に昇格した。達州は夔州府に属し、東郷・太平の2県を管轄した。
1728年（雍正6年）、清により達州は直隷州に昇格した。1802年（嘉慶7年）、達州直隷州は綏定府に昇格した。綏定府は四川省に属し、達・新寧・東郷・太平・渠・大竹・城口庁の1庁6県を管轄した。
1913年、中華民国により綏定府は廃止された。